# Kostel Narození Panny Marie (Červené Pečky)
Římskokatolický filiální kostel Narození Panny Marie v Červených Pečkách na Kolínsku leží nad náměstím, směrem k Bojišti. Je chráněn jako kulturní památka České republiky.

## Historie
V roce 1370 byl kostel farní, nyní je pod správou kolínské farnosti. Přestavba kostela proběhla v 17. století.

## Popis
Jedná se o jednolodní orientovanou stavbu s věží v západním průčelí s pravoúhlým kněžištěm. Za kněžištěm leží později přistavěná sakristie. Při severní straně kněžiště leží přízemní oratoř. Na jižním boku je přistavěna kaple, otevřená do kostela. Kostel je postaven z lámaného, většinou plochého, opukového kamene. Kostel je omítnutý.
Věž je dvoupatrová čtyřboká. V posledním patře jsou gotická okna. Věž je kryta osmibokým, úzkým vyzděným jehlancem. Vchod od kostela leží na severní straně; je osvětlen čtyřmi segmentovými okny. Stěny kostela jsou hladké, prostor je zaklopen zrcadlovým klenutím s lunetami. Čtvercové kněžiště je odděleno gotickým triumfálním obloukem. Kněžiště má rozměry 4,7 metru a je zaklenuto křížovou klenbou.
Přistavěná kaple je obdélná, klenutá. Cípy klenby nesou široké pilastry s dórskými barokními hlavicemi. Otvor kaple tvoří stlačený, hojně profilovaný, oblouk, který spočívá na římsových konzolách.
Varhany pochází od Josefa Melzera.